# Iran aux Jeux olympiques d'été de 2008
L'Iran participe aux Jeux olympiques d'été de 2008 à Pékin.

## Liste des médaillés iraniens

### Médailles d'or
| Sport                 | Discipline  | Sportifs  | Performance       |
| Médailles de d'or : 1 |             |           |                   |
| Taekwondo             | - 80 kg (H) | Hadi Saei | Iran 6 - 4 Italie |

### Médailles d'argent
| Sport                  | Discipline | Sportifs | Performance |
| Médailles d'argent : 0 |            |          |             |

### Médailles de bronze
| Sport                   | Discipline | Sportifs             | Performance            |
| Médailles de bronze : 1 |            |                      |                        |
| Lutte libre             | 60 kg (H)  | Seyedmorad Mohammadi | Iran 3 - 1 Azerbaïdjan |

## Athlètes iraniens par sports[1]

### Athlétisme
Hommes
- 800 m :
  - Sajjad Moradi
  - Ehsan Mohajershojaei
- Lancer de poids :
  - Amin Nikfar
- Lancer de disque :
  - Ehsan Hadadi
  - Mohammad Samimi
- Décathlon :
  - Hadi Sepehrzad

| euve             | Athlète              | Séries      | Séries | Quarts de finale | Quarts de finale | Demi-finales | Demi-finales | Finale   | Finale |
| euve             | Athlète              | Résultat    | Rang   | Résultat         | Rang             | Résultat     | Rang         | Résultat | Rang   |
| ---------------- | -------------------- | ----------- | ------ | ---------------- | ---------------- | ------------ | ------------ | -------- | ------ |
| 800 mètres       | Ehsan Mohajershojaei | 1 min 49.25 | 7e     | -                | -                | -            | -            | -        | -      |
| 800 mètres       | Sajjad Moradi        | 1 min 46.10 | 6e Q   | NC               | NC               | 1 min 46.08  | 5e           | -        | -      |
| Lancer du poids  | Amin Nikfar          | NM          | /      | -                | -                | -            | -            | -        | -      |
| Lancer du disque | Ehsan Hadadi         | 61,34m      | 7e     | -                | -                | -            | -            | -        | -      |
| Lancer du disque | Abbas Samimi         | 59,92m      | 14e    | -                | -                | -            | -            | -        | -      |
| Décathlon        | Hadi Sepehrzad       | NC          | NC     | NC               | NC               | NC           | NC           | 7483 PTS | 22e    |

### Aviron
| Hommes - 1 de couple : - Mohsen Shadi Naghdeh | Femmes - 1 de couple : - Homa Hosseini |

| Athlète(s)   | Compétition | Série         | Série | Quart de finale | Quart de finale | Demi-finale   | Demi-finale | Finale                 | Finale |
| Athlète(s)   | Compétition | Temps         | Rang  | Temps           | Rang            | Temps         | Rang        | Temps                  | Rang   |
| ------------ | ----------- | ------------- | ----- | --------------- | --------------- | ------------- | ----------- | ---------------------- | ------ |
| Mohsen Shadi | Skiff       | 7 min 48 s 24 | 5e    | NC              | NC              | 7 min 20 s 34 | 1er         | Finale E 7 min 06 s 54 | 2e     |

### Badminton
Hommes
- Simple :
  - Kaveh Mehrabi

#### Hommes
[modifier | modifier le code]
| Épreuve | Athlète       | 32éme de Finale           | 16éme de Finale | Huitième de Finale | Quarts de finale | Demi-finales | Finale/ 3e place |
| Épreuve | Athlète       | Résultats                 | Résultat        | Résultat           | Résultat         | Résultat     | Résultat         |
| ------- | ------------- | ------------------------- | --------------- | ------------------ | ---------------- | ------------ | ---------------- |
| Simple  | Kaveh Mehrabi | Hsieh 0-2 (16/21 - 12/21) | -               | -                  | -                | -            | -                |

### Basket-ball
L'équipe d'Iran a été éliminée avec 5 défaites en 5 matchs.
Hommes
- Hamed Afagh Eslamieh, arrière
- Amir Amini, arrière
- Javad Davari, arrière
- Saeid Davarpanah, arrière/ailier
- Ali Doraghi, ailier/centre
- Hamed Ehadadi, centre
- Mahdi Kamrany, arrière
- Moosa Nabipoor, centre
- Mohammadsamad Nikkhah, ailier
- Oshin Sahakian, ailier
- Hamed Sohrabnejad, ailier/centre
- Iman Zandi, ailier/arrière

| Épreuve          | Phase de groupes     | Phase de groupes       | Phase de groupes         | Phase de groupes        | Phase de groupes      | Quart de Finale     | Demi-finale         | Finale / MB         | Rang |
| Épreuve          | Adversaire Résultat  | Adversaire Résultat    | Adversaire Résultat      | Adversaire Résultat     | Adversaire Résultat   | Adversaire Résultat | Adversaire Résultat | Adversaire Résultat | Rang |
| ---------------- | -------------------- | ---------------------- | ------------------------ | ----------------------- | --------------------- | ------------------- | ------------------- | ------------------- | ---- |
| Tournoi masculin | Russie Défaite 49-71 | Lituanie Défaite 67-99 | Australie Défaite 68-106 | Argentine Défaite 82-97 | Croatie Défaite 57-91 | -                   | -                   | -                   | 11e  |

### Boxe
Hommes
- 64 kg (poids super-légers) :
  - Morteza Sepahvandi
- 91 kg (poids lourd) :
  - Ali Mazaheri

| Athlète            | Catégorie                  | 16e de finale         | 8e de finale          | Quart de finale     | Demi-finale         | Finale              |
| Athlète            | Catégorie                  | Adversaire Résultat   | Adversaire Résultat   | Adversaire Résultat | Adversaire Résultat | Adversaire Résultat |
| ------------------ | -------------------------- | --------------------- | --------------------- | ------------------- | ------------------- | ------------------- |
| Morteza Sepahvandi | Poids super-légers (-64Kg) | Hassini Victoire 16-4 | Gheorghe Victoire 8-4 | Diaz Défaite 6-11   | -                   | -                   |
| Mehdi Ghorbani     | Poids mi-lourds (-81Kg)    | Negron Défaite 4-13   | -                     | -                   | -                   | -                   |
| Ali Mazaheri       | Poids lourds (-91Kg)       | NC                    | Chakhiyev Défaite 3-7 | -                   | -                   | -                   |

### Cyclisme

#### Route
Hommes
- Course sur route :
  - Mahdi Sohrabi
  - Ghader Mizbani
  - Hossein Askari
- Contre la montre individuel :
  - Hossein Askari

| Athlète        | Compétition      | Temps         | Rang |
| -------------- | ---------------- | ------------- | ---- |
| Hossein Askari | Course en ligne  | 6 h 34 min 22 | 51e  |
| Ghader Mizbani | Course en ligne  | 6 h 39 min 42 | 78e  |
| Hossein Askari | Contre-la-montre | 1 h 08 min 46 | 34e  |

### Haltérophilie
Hommes
- 94 kg :
  - Asghar Ebrahimi
- 105 kg :
  - Mohsen Biranvand
- + 105 kg :
  - Rashid Sharifi

### Judo
Hommes
- 60 kg :
  - Masoud Akhondzadeh
- 66 kg :
  - Arash Miresmaeili
- 73 kg :
  - Ali Malomat
- 81 kg :
  - Hamed Malek Mohammadi
- 90 kg :
  - Hossein Ghomi
- + 100 kg :
  - Mohammad Reza Rodaki

### Lutte

#### Gréco-romaine
Hommes
- 55 kg :
  - Hamid Soryan
- 66 kg :
  - Ali Mohammadi
- 84 kg :
  - Saman Tahmasebi
- 96 kg :
  - Ghasem Rezaei

#### Libre
Hommes
- 55 kg :
  - Abbas Dabbaghi
- 60 kg :
  - Seyedmorad Mohammadi
- 66 kg :
  - Mehdi Taghavi
- 74 kg :
  - Meisam Joukar
- 84 kg :
  - Reza Yadzani
- 96 kg :
  - Saeid Abrahimi
- 120 kg :
  - Fardin Masoumi

### Sports aquatiques

#### Natation
Hommes
- 100 m brasse :
  - Mohammad Alirezaei

### Taekwondo
| Hommes - - 58 kg : - Reza Naderian - - 80 kg : - Hadi Saei | Femmes - - 49 kg : - Sara Khosh Jamal |

### Tennis de table
Hommes
- Simple :
  - Afshin Norouzi

### Tir à l'arc
| Hommes - Epreuve individuelle : - Vaezi Hojjatolah | Femmes - Epreuve individuelle : - Najmeh Abtin |